# Henry Knox Trail

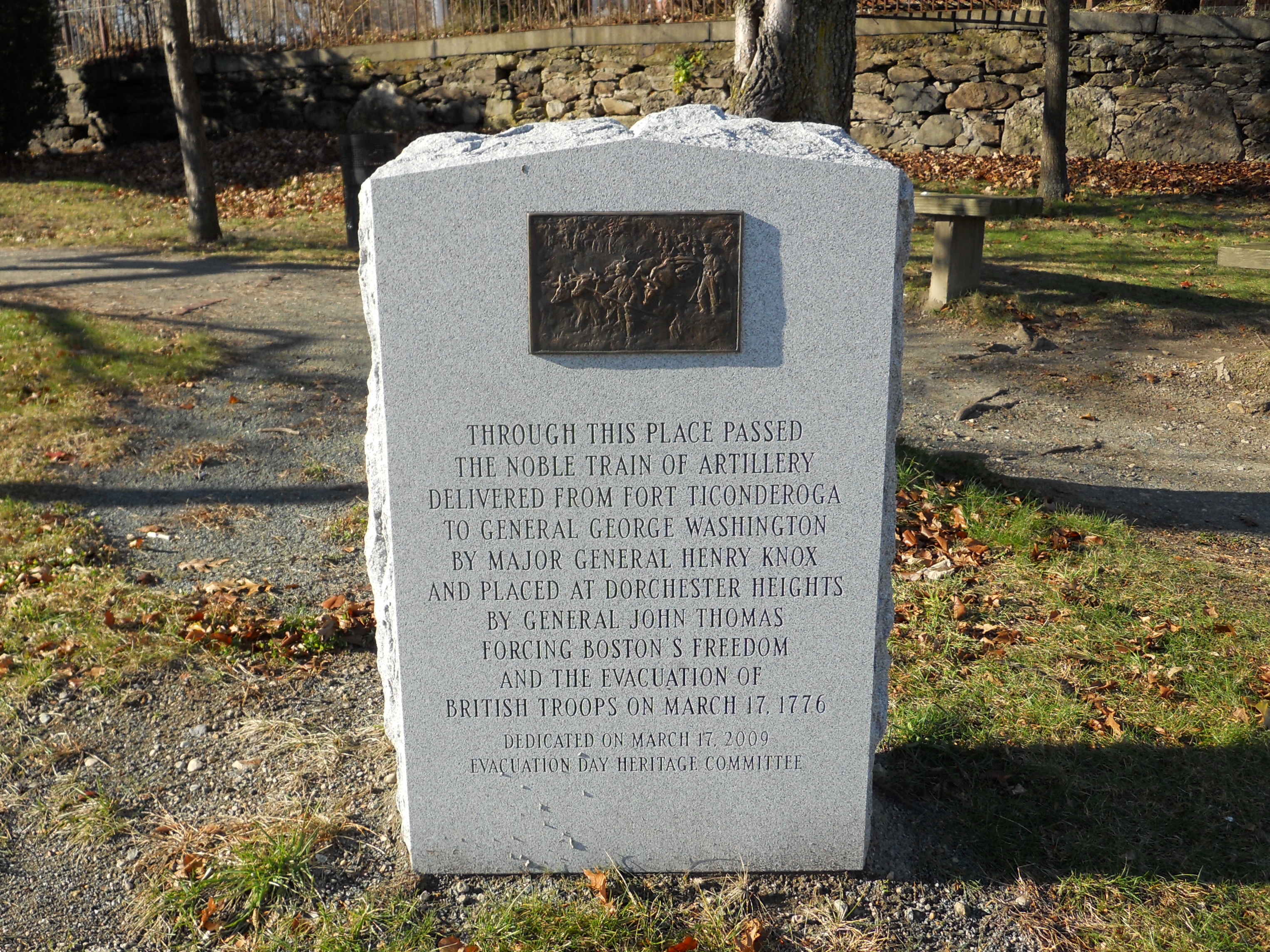
Marqueur historique à Roxbury, Boston,
(Massachusetts). Il s'agit du premier marqueur ajouté au Henry Knox Trail depuis son établissement en 1926-27. Ce marqueur a été inauguré le 17 mars 2009, soit le de la fin du Siège de Boston, connu sous le nom de Jour de l'Évacuation dans le Massachusetts.

Le Henry Knox Trail (en français, Chemin d'Henry Knox) est un ensemble de routes et de sentiers qui retrace le parcours de l'expédition Knox conduite par le colonel Henry Knox de Fort Ticonderoga jusqu'au campement de l'Armée continentale à l'extérieur de Boston au début de la guerre d'indépendance des États-Unis.

## Source de la traduction
- (en) Cet article est partiellement ou en totalité issu de l’article de Wikipédia en anglais intitulé « Henry Knox Trail » (voir la liste des auteurs).